# Црква Светог Николе (Кримовица)
Црква Светог Николе на хриди у близини села Кримовица (код плаже Плоче), Грбаљ, Црна Гора, је мали храм у власништву Митрополије Црногорско-приморске Српске православне цркве.

## Историја
По предању, црквицу је у завет саградио неки Грк, јер су га околне литице спасиле од невремена. На старој аустријској војној мапи место је уписано као Scoglio Nicolo. Срушена је у земљотресу у априлу 1979. године. Нова црква је подигнута на копну, пренешена и причвршћена за стену 28. септембра 2003. године. Обновом је руководио Одбор за обнову Храма Св. Николе на хриди, који је основан у манастиру Подластва. Основа цркве је 1,5 х 2,5 m, а висина са звоником 3,5 m. Са постољем тешка је преко 14 t. Звоник има једно звоно. Камени радови су одрађени у каменорезачком атељеу Франовић из Котора, од камена из околине Даниловграда. Звоно је поклонио Љубо Брановић из Сутваре, који га је и поставио. Храм је на литургији 27. јула 2006. године посветио митрополит црногорско-приморски Амфилохије.
Црквица је из Тивта до Кримовице је превезена бродом, а са копна на хрид је пренешена плутајућом дизалицом Војске СЦГ и постављена на припремљени плато. Радници атељеа Франовић из Котора причврстили су је за подлогу бетоном и гвожђем.

## Галерија
- Црква
 са олтарском апсидом
- Поглед на хрид
 и цркву